# دوش دیدم که ملایک در میخانه زدند
غزلی با مطلعِ «دوش دیدم که ملایک در میخانه زدند» غزل شماره ۱۸۴ دیوان حافظ در تصحیح قاسم غنی و محمّد قزوینی است.